# Lotte Thorsen
Lotte Thorsen (født 5. april 1967 i Birkerød) er en kulturjournalist på Politiken og forfatter. Thorsen er med i John Chr. Jørgensens liste over førende kvindelige journalister i Danmark og har fået Modersmål-Prisen.

## Karriere
Lotte Thorsen blev uddannet journalist fra Danmarks Journalisthøjskole i 1992. Hun fik arbejde hos Politiken i 1993, hvor hun var en del af indlandsredaktionen indtil 1997, hvor hun blev en del af kulturredaktionen.
Sammen med Henriette Lind og Anette Vestergaard skrev hun Nynnes dagbog, fra 1999 til 2010. Det startede som en klumme i Politiken, men er også blevet udgivet som bøger.
Hun har medvirket i et afsnit af Sådan er mødre fra 2008.
I 2014 fik hun Politikens interne Edvard-pris. I 2017 modtog hun Modersmål-Prisen for sin dækning af sprog-relaterede emner.

## Privat
Privat fandt Lotte Thorsen sammen med Lars Brygmann i 2018. Hun har haft et andet forhold tidligere i sit liv.